# Rosenterne
Rosenternen (Sterna dougallii) er en 33–36 cm stor terne, som findes lokalt i Atlanterhavet, det Indiske Ocean og det vestlige Stillehav, hvor det yngler på småøer ud for kysten. Selvom den yngler så tæt på Danmark som Northumberland i England, er den meget sjælden i Danmark med kun 5 observationer, mest på Jyllands vestkyst. 
Den svarer i størrelse til Fjordternen og Havternen, men er lysere på oversiden og har meget lange sidehalefjer. Undersiden er hvid, ofte med et rosenrødt skær om sommeren. Næbbet er sort om sommeren og sort med rød bund i sensommeren. Benene er knaldrøde. Unge fugle har et skællende sort mønster på ryggen. 